# NGC 2253
NGC 2253 je jedan do danas nepotvrđen objekt u zviježđu Žirafi. Sva promatranja poslije nisu na tom položaju uočila nikoji objekt.

## Vanjske poveznice
- SEDS: NGC 2253